# Journal of Applied Biomechanics
Journal of Applied Biomechanics (Revista de Biomecánica Aplicada) es una revista académica bimensual revisada por pares y una revista oficial de la Sociedad Internacional de Biomecánica. Abarca la investigación sobre biomecánica musculoesquelética y neuromuscular en el movimiento humano, el deporte y la rehabilitación.

## Resumen e indexación
La revista está resumida e indexada en Compendex, CINAHL, Science Citation Index Expanded, Current Contents/Clinical Medicine, Index Medicus/MEDLINE/PubMed, Embase y Scopus.

## Métricas de revista
2023
- Web of Science Group : 1.833
- Índice h de Google Scholar: 69 (2025)
- Scopus: 1.123